# Horario de verano británico
| Azul claro | Hora europea occidental/Hora media de Greenwich (UTC±00:00)                                       |
| Azul       | Hora europea occidental/Hora media de Greenwich (UTC±00:00)                                       |
| Azul       | Hora europea occidental de verano/Horario de verano británico/Hora estándar irlandesa (UTC+01:00) |
| Rojo       | Hora central europea (UTC+01:00)                                                                  |
| Rojo       | Hora central europea de verano (UTC+02:00)                                                        |
| Amarillo   | Hora europea oriental/Hora de Kaliningrado (UTC+02:00)                                            |
| Caqui      | Hora europea oriental (UTC+02:00)                                                                 |
| Caqui      | Hora europea oriental de verano (UTC+03:00)                                                       |
| Verde      | Hora de Moscú/Hora de Turquía (UTC+03:00)                                                         |

Durante el horario de verano británico (BST), la hora civil en el Reino Unido implica que esta es adelantada en una hora respecto a la hora media de Greenwich (GMT), lo que de hecho cambiar la zona horaria de UTC±00:00 a UTC+01:00, por consiguiente las mañanas tienen una hora menos de luz diurna y una hora más por la tarde.
El horario de verano británico (BST) comienza a las 01:00 GMT cada año el último domingo de marzo y termina a las 01:00 GMT (02:00 BST) el último domingo de octubre. El 22 de octubre de 1995 se alinearon en toda la Unión Europea los tiempos de inicio y de finalización del ahorro de luz diurna, y el Reino Unido mantuvo este alineamiento después de salir de la UE; tanto BST como la Hora Central de Verano de Europa comienzan y terminan los mismos domingos a las 02:00 horas Hora Central de Europa, 01:00 GMT. Entre 1972 y 1995, el período de BST fue definido como "a partir de las dos horas, hora media de Greenwich, en la mañana del día después del tercer sábado de marzo o, si ese día es Día de Pascua, el día después del segundo sábado de marzo, y terminando a las dos horas, hora media de Greenwich, en la mañana del día después del cuarto sábado de octubre".

### Reforma europea a partir de 2021
En 2018, tras realizar una encuesta pública, la Comisión Europea propuso poner fin a los cambios de hora estacionales en la Unión Europea a partir de 2019. El Parlamento Europeo apoyó esta propuesta; sin embargo, a marzo de 2021, la propuesta aún estaba pendiente de aprobación por parte del Consejo de la Unión Europea , sin la cual no entrará en vigor. Si la propuesta finalmente se aprueba, se aplazará su implementación. Cada estado miembro elegirá si desea permanecer en su actual horario de verano, en cuyo caso la última transición sería el último domingo de marzo del año de implementación, o en su actual horario de invierno, que entraría en vigor de forma permanente a partir del último domingo de octubre. Aunque el Reino Unido abandonó la UE antes de que cualquier nueva directiva entrara en vigor, las normas de la UE continuaron aplicándose durante el período de transición . A partir de entonces, el Reino Unido puede optar por hacer sus propios arreglos. Si el Reino Unido continuara observando el horario de verano e invierno, Irlanda del Norte tendría una diferencia horaria de una hora durante la mitad del año con la República de Irlanda o con el resto del Reino Unido. En septiembre de 2018 , el gobierno del Reino Unido "no tenía planes" de poner fin al horario de verano.
Durante el mes de julio de 2019, el Subcomité de Mercado Interior de la UE de la Cámara de los Lores impulsó una nueva investigación sobre las implicaciones para el Reino Unido que tendrían los cambios europeos, para "explorar qué preparativos debe hacer el Gobierno y qué factores deberían informar la respuesta del Reino Unido". 

## Otras lecturas
- «Britain may reconsider a switch in time zone». Philly.com. Associated Press. 30 de octubre de 2011. Archivado desde el original el 1 de noviembre de 2011. Consultado el 31 de octubre de 2011.